# Караханян, Георгий
Георгий Караханян (арм. Գեորգի Կարախանյան, род. 29 мая 1985, Москва) — американский боец смешанных боевых искусств армянского происхождения. Выступает в смешанных единоборствах с 13 октября 2006 года. Является бывшим чемпионом World Series of Fighting (PFL) в полулёгком весе.

## Биография
Георгий родился 29 мая 1985 года в Москве, в семье армянского предпринимателя. Найти своё увлечение в боевых искусствах в возрасте 6 лет ему помог его отец, обладатель чёрного пояса по Карате До Шотокан. Уже в восемь лет Георгий участвовал в своём первом турнирном бою.
Мечты Караханяна совершенно изменились после чемпионата мира по футболу 1994 года. Вдохновлённый легендами мирового футбола, такими как Ромарио, Роберто Баджо, Георге Хаджи, Георгий принял серьезное решение стать профессиональным футболистом. Играл в московских клубах «Торпедо» и «Спартак». После переезда его семьи в Таррагону, Испания, Георгий продолжил заниматься с профессионалами в клубе «GYMNASTIC DE TARRAGONA» (резервная команда «Барселоны»). Георгий продолжил следовать за своей страстью к футболу и после переезда его семьи в Соединённые Штаты Америки.
Несмотря на благополучную футбольную карьеру сложившуюся с раннего возраста, Георгий начал понимать, что футбол США отличается от привычного ему с детства футбола Европы. «Это было сложное решение, оставить такую великую страсть, но моя жизнь глобально изменилась, когда футбол в моей жизни закончился. Из мечтателя я превратился в реалиста», — сказал Георгий Караханян.
Дебютом Караханяна в смешанных единоборствах стал бой 13 октября 2006 года, после полугода тренировок по бразильскому джиу-джитсу. Несмотря на то, что Георгий никогда не мечтал о такого рода боях, в первом же спарринге он одержал победу над ветераном MMA, что дало ему громадную уверенность и веру в то, что он на верном пути.

## Титулы и достижения

### Смешанные единоборства
- Tachi Palace Fights
  - Чемпион TPF в полулёгком весе (один раз)
- World Series of Fighting
  - Чемпион WSOF (ныне PFL) в полулёгком весе (один раз)

### Грэпплинг
- Grapplers Quest
  - 2012 Grapplers Quest Men's No Gi Advanced 150 lb-159.9 lb Champion

## Статистика в смешанных единоборствах
| Боёв 47         | Побед 31 | Поражений 14 |
| --------------- | -------- | ------------ |
| Нокаутом        | 7        | 3            |
| Сдачей          | 16       | 0            |
| Решением        | 8        | 11           |
| Ничьи           | 1        | 1            |
| Не состоявшихся | 1        | 1            |

| Результат    | Рекорд      | Соперник            | Способ                                        | Турнир                            | Дата             | Раунд | Время | Место                                 | Примечание |
| ------------ | ----------- | ------------------- | --------------------------------------------- | --------------------------------- | ---------------- | ----- | ----- | ------------------------------------- | --- |
| Поражение    | 31-14-1 (1) | Кейн Муса           | Единогласное решение                          | Bellator 285                      | 23 сентября 2022 | 3     | 5:00  | Дублин, Ирландия                      | |
| Поражение    | 31-13-1 (1) | Адам Пикколотти     | Единогласное решение                          | Bellator 274                      | 19 февраля 2022  | 3     | 5:00  | Анкасвилл, Коннектикут, США           | |
| Поражение    | 31-12-1 (1) | Сол Роджерс         | Единогласное решение                          | Bellator 266                      | 18 сентября 2021 | 3     | 5:00  | Сан-Хосе, Калифорния, США             | |
| Победа       | 31-11-1 (1) | Кифер Кросби        | Удушающий приём (ручной треугольник)          | Bellator 263                      | 31 июля 2021     | 1     | 4:25  | Лос-Анджелес, Калифорния, США         | |
| Победа       | 30-11-1 (1) | Брайс Логан         | Раздельное решение                            | Bellator 251                      | 5 ноября 2020    | 3     | 5:00  | Анкасвилл, Коннектикут, США           | |
| Поражение    | 29-11-1 (1) | Майлс Джури         | Раздельное решение                            | Bellator 243                      | 7 августа 2020   | 3     | 5:00  | Анкасвилл, Коннектикут, США           | |
| Победа       | 29-10-1 (1) | Пол Редмонд         | Удушающий приём (гильотина)                   | Bellator 240                      | 22 февраля 2019  | 2     | 0:42  | Дублин, Ирландия                      | Вернулся в категорию лёгкого веса. |
| Поражение    | 28-10-1 (1) | Эй Джей Макки       | Нокаут (удары)                                | Bellator 228                      | 28 сентября 2019 | 1     | 0:08  | Инглвуд, Калифорния, США              | Первый раунд гран-при Bellator в полулёгком весе.                                                                                            |
| Поражение    | 28-9-1 (1)  | Эммануэль Санчес    | Единогласное решение                          | Bellator 218                      | 22 марта 2019    | 3     | 5:00  | Такервилл, Оклахома, США              | |
| Не состоялся | 28-8-1 (1)  | Тимур Нагибин       | Умышленный удар после гонга                   | ACB 90                            | 10 ноября 2018   | 1     | 5:00  | Москва, Россия                        | Первоначально победа Караханяна из-за умышленного удара Нагибина после гонга, впоследствии результат боя отменили и признали несостоявшимся. |
| Победа       | 28-8-1      | Алексей Полпудников | Единогласное решение                          | ACB 86                            | 5 мая 2018       | 3     | 5:00  | Москва, Россия                        | |
| Поражение    | 27-8-1      | Генри Корралес      | Единогласное решение                          | Bellator 192                      | 20 января 2018   | 3     | 5:00  | Инглвуд, Калифорния, США              | |
| Победа       | 27-7-1      | Даниэль Пинедо      | Технический нокаут (остановка врачом)         | Bellator 182                      | 25 августа 2017  | 2     | 4:05  | Верона, Нью-Йорк, США                 | |
| Поражение    | 26-7-1      | Эммануэль Санчес    | Решение большинства                           | Bellator 170                      | 21 января 2017   | 3     | 5:00  | Инглвуд, Калифорния, США              | |
| Победа       | 26-6-1      | Кирилл Медведовский | Технический нокаут (травма)                   | Bellator 164                      | 10 ноября 2016   | 1     | 3:40  | Тель-Авив, Израиль                    | |
| Победа       | 25-6-1      | Бабба Дженкинс      | Нокаут (удар)                                 | Bellator 160                      | 26 августа 2016  | 1     | 0:53  | Анахайм, Калифорния, США              | |
| Поражение    | 24-6-1      | Пэт Каррен          | Единогласное решение                          | Bellator 155                      | 20 мая 2016      | 3     | 5:00  | Бойсе, Айдахо, США                    | |
| Поражение    | 24-5-1      | Даниэль Вайхель     | Единогласное решение                          | Bellator 147                      | 4 декабря 2015   | 1     | 0:53  | Сан Хосе, Калифорния, США             | |
| Победа       | 24-4-1      | Бабба Дженкинс      | Удушающий приём (гильотина)                   | Bellator 132                      | 16 января 2015   | 1     | 1:49  | Темекьюла, Калифорния, США            | |
| Поражение    | 23-4-1      | Рик Гленн           | Технический нокаут (отказ от продолжения боя) | WSOF 10                           | 21 июня 2014     | 2     | 5:00  | Лас-Вегас, Невада, США                | Утратил титул чемпиона WSOF. |
| Победа       | 23-3-1      | Лэнс Палмер         | Удушающий приём (гильотина)                   | WSOF 7                            | 7 декабря 2013   | 3     | 4:40  | Ванкувер, Британская Колумбия, Канада | Завоевал титул чемпиона WSOF. |
| Победа       | 22-3-1      | Вэйлон Лоу          | Удушающий приём (гильотина)                   | WSOF 5                            | 14 сентября 2013 | 1     | 3:37  | Атлантик-Сити, Нью-Джерси, США        | Дебют в WSOF. |
| Победа       | 21-3-1      | Дин Томас           | Единогласное решение                          | Legacy FC 19                      | 12 апреля 2013   | 3     | 5:00  | Даллас, Техас, США                    | |
| Победа       | 20-3-1      | Хироюки Такайа      | Раздельное решение                            | DREAM 18                          | 31 декабря 2012  | 3     | 5:00  | Сайтама, Япония                       | |
| Победа       | 19-3-1      | Мика Миллер         | Единогласное решение                          | Tachi Palace Fights 14            | 7 сентября 2012  | 5     | 5:00  | Лемор, Калифорния, США                | Защитил титул TPF в полулёгком весе. |
| Победа       | 18-3-1      | Аарон Мобли         | Нокаут (удары)                                | Gladiator Challenge: Star Wars    | 29 апреля 2012   | 1     | 1:03  | Сан-Джасинто, Калифорния, США         | |
| Победа       | 17-3-1      | Айзек ДеХесус       | Удушающий приём (треугольник)                 | TPF 11: Redemption                | 2 декабря 2011   | 1     | 4:02  | Лемор, Калифорния, США                | Завоевал титул TPF в полулёгком весе. |
| Победа       | 16-3-1      | Винс Ортис          | Удушающий приём (удушение сзади)              | BAMMA USA: Badbeat 2              | 11 июня 2011     | 1     | 2:01  | Коммерс, Калифорния, США              | |
| Победа       | 15-3-1      | Энтони Хэйз         | Удушающий приём (треугольник)                 | Gladiator Challenge - Hostile     | 22 апреля 2011   | 1     | 1:09  | Сан-Джасинто, Калифорния, США         | |
| Поражение    | 14-3-1      | Патрисиу Фрейри     | Технический нокаут (удары)                    | Bellator 37                       | 19 марта 2011    | 3     | 0:56  | Кончо, Оклахома, США                  | Четвертьфинал 4 сезона гран-при Bellator полулёгкого веса.                                                                                   |
| Победа       | 14-2-1      | Энтони Леоне        | Единогласное решение                          | Bellator 28                       | 9 сентября 2010  | 3     | 5:00  | Новый Орлеан, Луизиана, США           | |
| Поражение    | 13-2-1      | Джо Уоррен          | Единогласное решение                          | Bellator 18                       | 13 мая 2010      | 3     | 5:00  | Монро, Луизиана, США                  | Полуфинал гран-при 2 сезона Bellator в полулёгком весе.                                                                                      |
| Победа       | 13-1-1      | Бао Куоч            | Нокаут (удар коленом)                         | Bellator 13                       | 8 апреля 2010    | 1     | 4:05  | Холливуд, Флорида, США                | Четвертьфинал гран-при 2 сезона Bellator в полулёгком весе.                                                                                  |
| Победа       | 12-1-1      | Альберт Риос        | Единогласное решение                          | Call to Arms 1                    | 16 мая 2009      | 3     | 5:00  | Онтэрио, Калифорния, США              | |
| Победа       | 11-1-1      | Джастин Салазар     | Болевой приём (рычаг локтя)                   | Missouri Total Fighting 4         | 20 декабря 2008  | 1     | 3:11  | Грэйн Уолли, Миссури (штат), США      | |
| Победа       | 10-1-1      | Джеймс Петтус       | Удушающий приём (гильотина)                   | Missouri Total Fighting 4         | 20 декабря 2008  | 1     | 4:09  | Грэйн Уолли, Миссури (штат), США      | |
| Победа       | 9-1-1       | Джефф Санчес        | Удушающий приём (север-юг)                    | GC 85: Cross Fire                 | 25 октября 2008  | 1     | 1:12  | Сан-Диего, Калифорния, США            | |
| Победа       | 8-1-1       | Джесси Мирэмонтес   | Удушающий приём (удушение сзади)              | Apocalypse Fights 2               | 9 октября 2008   | 1     | 1:50  | Палм Спрингс, Флорида, США            | |
| Победа       | 7-1-1       | Джастин Салазар     | Технический нокаут (удары)                    | True Fight Fans                   | 5 сентября 2008  | 2     | 2:14  | Грэйн Уолли, Миссури (штат), США      | |
| Победа       | 6-1-1       | Даниэль Перес       | Удушающий приём (кимура)                      | Apocalypse Fights 1               | 7 августа 2008   | 1     | N/A   | Палм Спрингс, Флорида, США            | |
| Победа       | 5-1-1       | Армандо Санчес      | Единогласное решение                          | KOTC: Opposing Force              | 15 мая 2008      | 3     | 5:00  | Хайленд, Калифорния, США              | |
| Поражение    | 4-1-1       | Крис Дэвид          | Раздельное решение                            | Gladiator Challenge 74: Evolution | 16 февраля 2008  | 3     | 5:00  | Лос-Анджелес, Калифорния, США         | |
| Победа       | 4-0-1       | Хилдред Олини       | Удушающий приём (удушение сзади)              | WCO: Kerr vs. Gavin               | 7 ноября 2007    | 1     | N/A   | Голливуд, Калифорния, США             | |
| Победа       | 3-0-1       | Бобби Мэррилл       | Нокаут (удар коленом в воздухе и добивание)   | EFWC: The Untamed                 | 6 октября 2007   | 2     | 0:09  | Анахайм, Калифорния, США              | |
| Победа       | 2-0-1       | Дуг Дуфур           | Удушающий приём (удушение сзади)              | Galaxy Productions                | 24 августа 2007  | 1     | 1:46  | Калифорния, США                       | |
| Ничья        | 1-0-1       | Хуан Карлос Уэрта   | Ничья                                         | KOTC: Epicenter                   | 8 июня 2007      | 2     | 5:00  | Сан-Джасинто, Калифорния, США         | |
| Победа       | 1-0         | Брент Вутен         | Удушающий приём (гильотина)                   | KOTC: BOOYAA                      | 13 октября 2006  | 2     | 1:18  | Сан-Джасинто, Калифорния, США         | |

## Статистика в профессиональном боксе
| Результат | Рекорд | Соперник     | Способ               | Дата       | Раунд | Место                    | Примечание     |
| --------- | ------ | ------------ | -------------------- | ---------- | ----- | ------------------------ | -------------- |
| Победа    | 1–0    | Татсуро Айри | Единогласное решение | 5 мая 2012 | 4     | Инглвуд, Калифорния, США | Дебют в боксе. |